# پهنه زیرآلپی سیرا نوادا

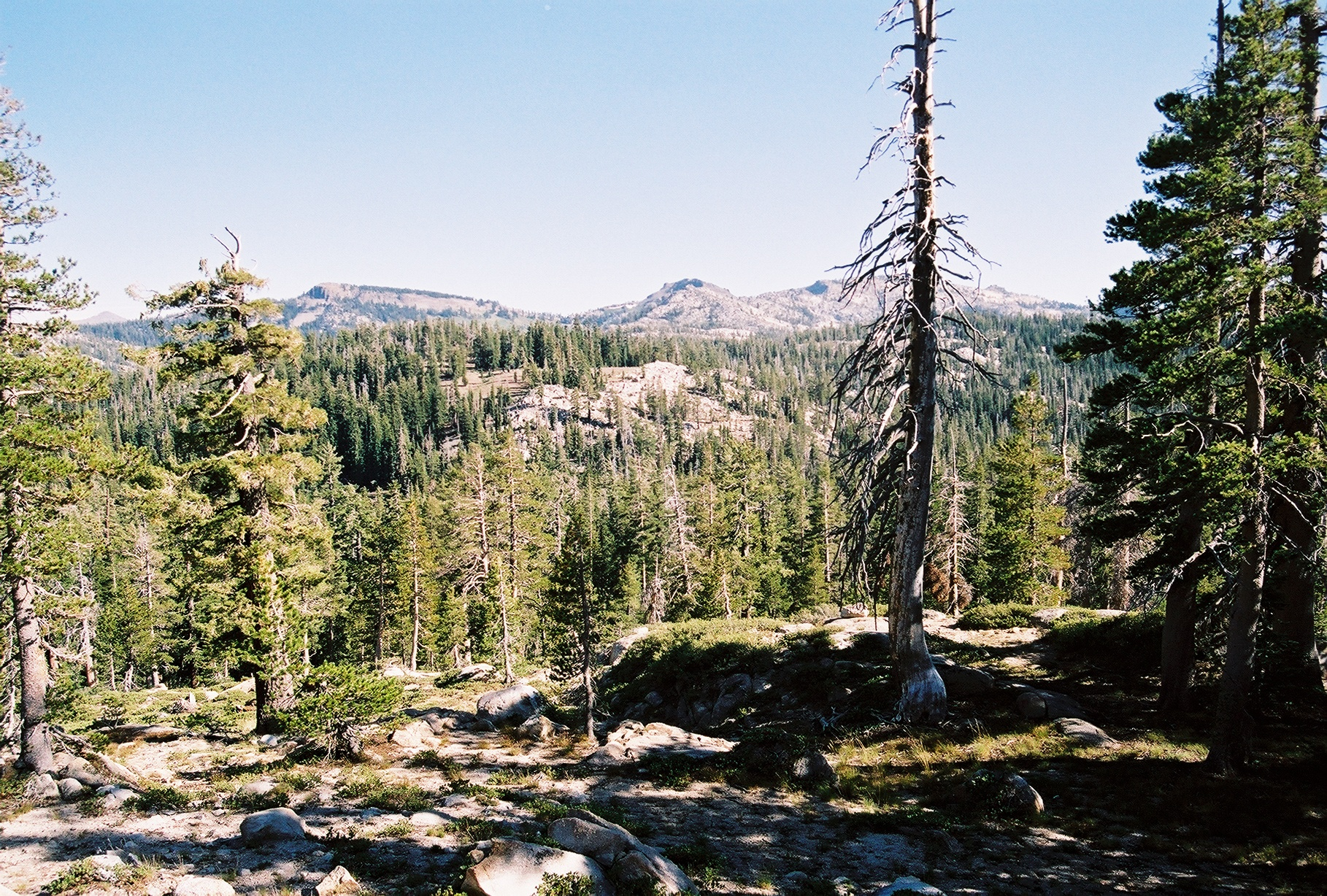
توده جنگلی زیرآلپی نمادین در سیرا نوادا

پهنه زیرآلپی سیرا نوادا (به انگلیسی: Sierra Nevada subalpine zone) به یک منطقه زیستی زیر خط دارمرز در رشته کوه سیرا نوادا در کالیفرنیا، ایالات متحده اشاره دارد. این منطقه زیرآلپی بین منطقه کوهستانی بالایی (مانند جنگل صنوبر قرمز) در حد پایینی آن و ردیف درختان در حد بالایی آن قرار دارد.
بر خلاف اکوسیستم‌های آلپ، که فصل رشد کافی برای حمایت از گیاهان چندساله، یکساله یا زودگذر ندارند، اکوسیستم‌های زیرآلپی اغلب از این اشکال رشد، به ویژه در شیب‌های رو به جنوب پشتیبانی می‌کنند. گیاهان یک‌ساله که در زیرآلپ رشد می‌کنند معمولاً بسیار کوچک هستند و بسیار زود رشد می‌کنند.